# Kasteel van Bockrijck
Het Kasteel van Bockrijck is een herenhoeve aan Dorpsstraat 49 te Hoeselt.
Dit goed was vanaf de 15e eeuw in bezit van de families De Corswarem en De Moffarts. In 1623 werd een nieuw kasteel opgericht in Maaslandse stijl.
In 1788 vond een verbouwing in classicistische stijl plaats. Het betrof een gesloten complex, doch de zuidvleugel en later de oostvleugel werden in de 19e eeuw gesloopt. 
Eind 19e eeuw kwam het complex in bezit van de familie De Borman, en in 1923 werd het gekocht door de familie Van Bockrijck.
Het erf is omgevormd tot een Franse tuin terwijl ook een Engelse tuin werd aangelegd. Daarin bevinden zich enkele merkwaardige bomen, waaronder een Rode beuk. Dit park wordt Les Vieux Arbres genoemd.
Bij de doorgang van de inrijpoort werd een steen ingemetseld met het chronogram PAX HVIC DOMVI, wat het jaartal 1623 oplevert. Het is echter denkbaar dat de steen van elders is gekomen.